# شوک تعظیم

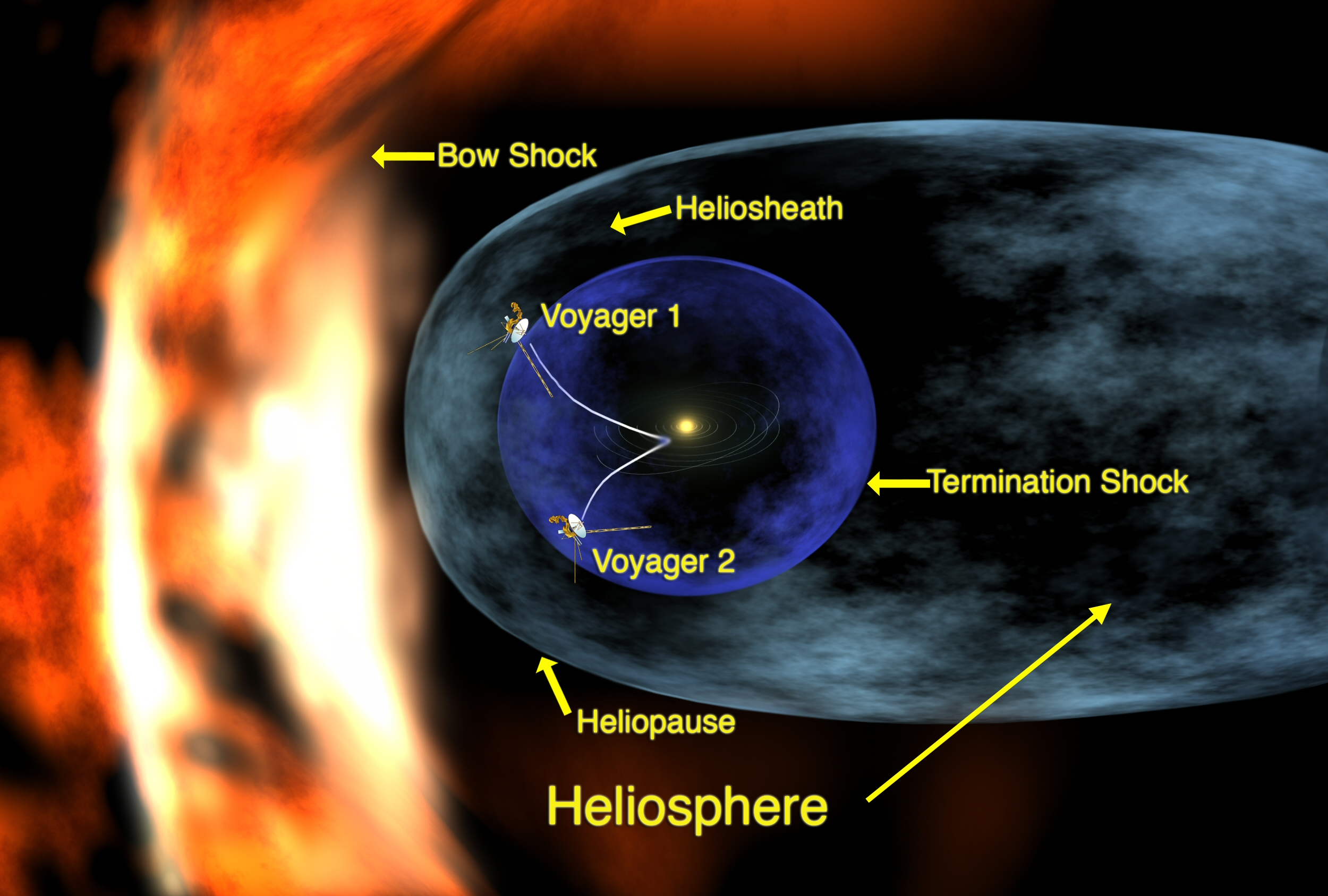
مکان‌های کاوشگرهای وُیِجر تا سال ۲۰۰۵. شوک تعظیم (Bow shock) در تصویر ناشی از خورشید است در حالی‌که در بین ستاره‌ای متوسط در حال حرکت است.

شوک تعظیم (به انگلیسی: Bow shock) مرز میان مغناطیس‌سپهر و یک پیرامون میانگین است. شوک تعظیم برای ستاره‌ها می‌شود مرز میان بادهای ستاره‌ای آنان و ناحیهٔ درون ستاره‌ای میانگین (ISM). شوک تعظیم در مغناطیس‌سپهر سیاره‌ای، مرزی است که در آن سرعت بادهای خورشیدی به دلیل نزدیک شدن به میدان مغناطیسی زمین ناگهان افت می‌کند. شوک تعظیم کرهٔ زمین که عامل کاهش سرعت باد خورشیدی است، ۱۷ کیلومتر (۱۱ مایل) ضخامت دارد و در فاصلهٔ ۹۰٬۰۰۰ کیلومتر (۵۶٬۰۰۰ مایل) زمین قرار گرفته‌است.
بهترین نمونهٔ تحقیقی این شوک در جایی است که بادهای خورشیدی با مغناطیس‌سپهر زمین برخورد می‌کنند. شوک تعظیم در اطراف همهٔ سیارات رخ می‌دهد این موضوع اعم از سیارات غیر مغناطیسی همانند مریخ و زهره و هم مغناطیسی همانند مشتری یا زحل است. برای چندین دهه تصور بر این بود که بادهای خورشیدی با لبه بیرونی هورسپهر برخورد می‌کنند و شوک تعظیم ایجاد می‌شود، جایی که به محاذات و تصادم با محیط میان‌ستاره‌ای است. ضمن دور شدن از خورشید، نقطه و مکانی که بادهای خورشیدی در آن به مادون سرعت صوت تبدیل می‌شوند، شوک خاتمه نامیده می‌شود. نقطه‌ای هم که جریان محیط بین‌ستاره‌ای به مادون سرعت صوت تبدیل می‌شود نیز شوک تعظیم است. تصور می‌شود که شوک تعظیم خورشیدی در فاصلهٔ ۲۳۰ AU (واحد نجومی) از خورشید قرار گرفته که بیش از دو برابر فاصلهٔ شوک خاتمه‌یافته‌است که توسط وویجر مشاهده و رصد شد.

## نگارخانه

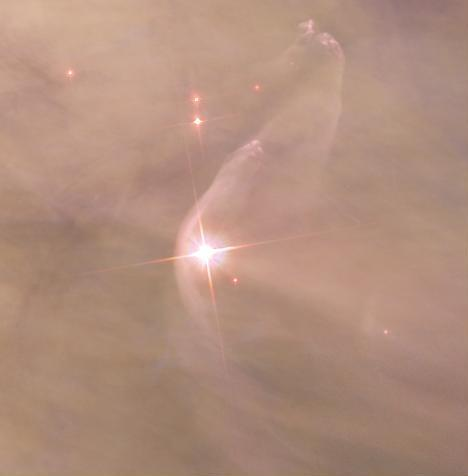
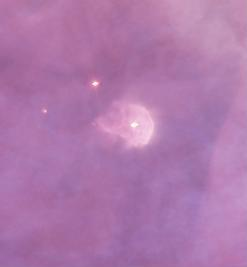
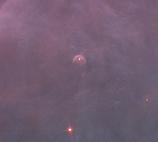
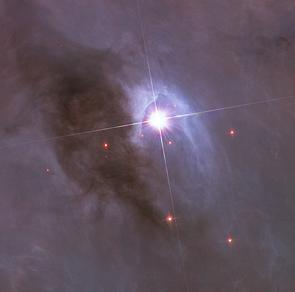